# Лиманівка (Скадовський район)
Лима́нівка — село в Україні, у Бехтерській сільській громаді Скадовського району Херсонської області. Населення становить 381 осіб. 24 лютого 2022 року село тимчасово окуповане російськими військами під час російсько-української війни.

## Населення
Згідно з переписом УРСР 1989 року чисельність наявного населення села становила 363 особи, з яких 161 чоловік та 202 жінки.
За переписом населення України 2001 року в селі мешкало 377 осіб.

### Мова
Розподіл населення за рідною мовою за даними перепису 2001 року:
| Мова       | Відсоток |
| ---------- | -------- |
| українська | 92,39 %  |
| російська  | 5,77 %   |
| молдовська | 1,57 %   |
| циганська  | 0,26 %   |